# Bemowizna
Bemowizna (deutsch Böhmenhöfen) ist ein Dorf in der polnischen Woiwodschaft Ermland-Masuren. Es gehört zur Landgemeinde Braniewo (Braunsberg) im Powiat Braniewski (Kreis Braunsberg).

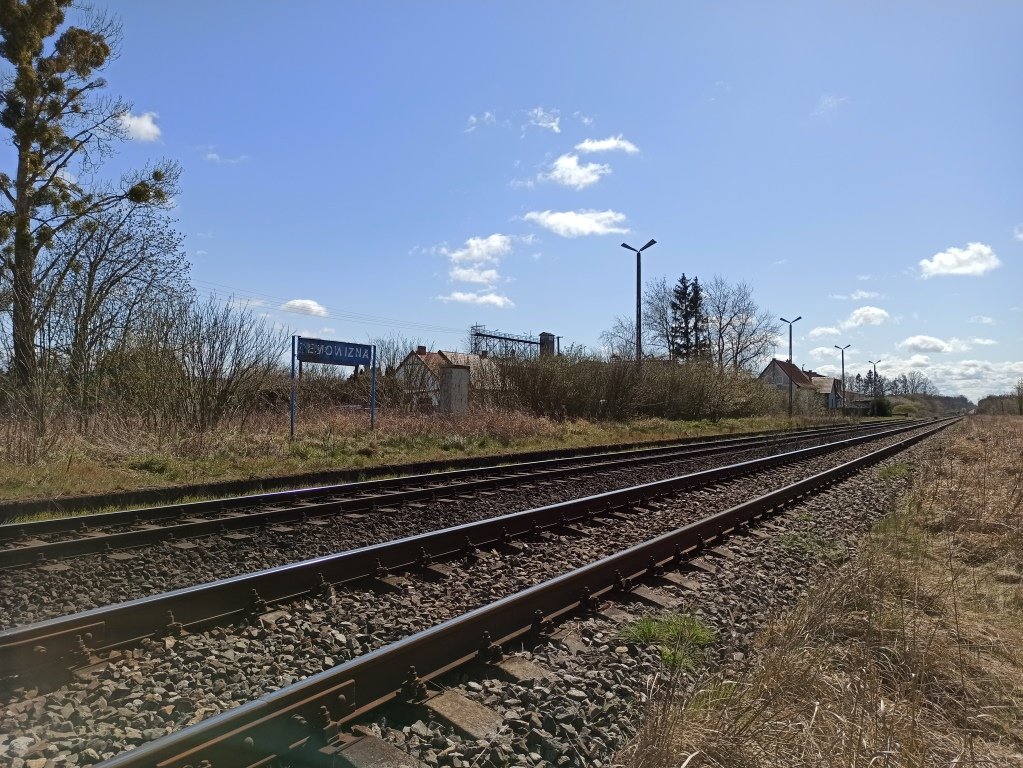
Bahnstation Bemowizna

## Geographische Lage
Bemowizna liegt am Ostufer der Passarge (polnisch Pasłęka) im Nordwesten der Woiwodschaft Ermland-Masuren, sechs Kilometer südöstlich der Kreisstadt Braniewo (Braunsberg).

## Geschichte
Der Gutsort Bömenhöfen – Schreibweise nach 1785 Böhmenhöfen – soll bereits im 13./14. Jahrhundert bestanden haben. Im Jahre 1874 wurde der Gutsbezirk Böhmenhöfen in den neu errichteten Amtsbezirk Schillgehnen (polnisch Szyleny) im ostpreußischen Kreis Braunsberg, Regierungsbezirk Königsberg, aufgenommen. 118 Einwohner waren im Jahre 1910 Böhmenhöfen registriert.
Am 30. September 1928 wurde der Gutsbezirk Böhmenhöfen in die Landgemeinde Schillgehnen eingegliedert und verlor damit seine Eigenständigkeit.
Am 19. März 1945 nahm die Sowjetarmee das Dorf Böhmenhöfen ein. Der Ort kam zusammen mit dem ganzen südlichen Ostpreußen zu Polen und erhielt die polnische Namensform „Bemowizna“. Heute ist er eine Osada (= „Siedlung“) innerhalb der Gmina Braniewo (Landgemeinde Braunsberg) im Powiat Braniewski (Kreis Braunsberg), von 1975 bis 1998 der Woiwodschaft Elbląg, seither der Woiwodschaft Ermland-Masuren zugehörig. Im Jahre 2021 zählte Bemowizna 352 Einwohner.

## Religion

### Römisch-katholische Kirche
Bis 1945 war Böhmenhöfen nach Braunsberg in die römisch-katholische Kirche eingepfarrt, die damals dem Bistum Ermland unterstand. Heute gehört Bemowizna zur Pfarrei Szyleny (Schillgehnen) im Erzbistum Ermland.

### Evangelische Kirche
Die evangelischen Einwohner Böhmenhöfens waren vor 1945 ebenfalls nach Braunsberg eingegliedert. Sie war der Kirchenprovinz Ostpreußen der Kirche der Altpreußischen Union zugehörig. Heute ist Bemowizna der Diözese Masuren der Evangelisch-Augsburgischen Kirche in Polen zugeordnet.

## Verkehr

### Straße
Bemowizna liegt an einer Nebenstraße, die von Braniewo (Braunsberg) über Płoskinia (Plaßwich) bis nach Pieniężno (Mehlsack) verläuft. Eine von Szyleny (Schillgehnen) kommende Straße ende außerdem in Bemowizna.
An der östlichen Ortsgrenze von Bemowizna verläuft die polnische Schnellstraße S 22 auf der Trasse der einstigen Reichsautobahn Berlin–Königsberg („Berlinka“). Die nächste Anschlussstelle ist Braunsberg (Süd).

### Schiene
Im Jahre 1915 wurde das damalige Böhmenhöfen Bahnstation an der Preußischen Ostbahn. Heute verlaufen hier zwei Bahnstrecken der Polnischen Staatsbahn (PKP), die Malbork (Marienburg) mit der polnisch-russischen Staatsgrenze verbinden und einst bis Heiligenbeil (heute russisch Mamonowo) bzw. Königsberg (Preußen) (Kaliningrad) führten – als Normalspur- und als Breitspurbahn.